# Lužiški Srbi
Lužiški Srbi (tudi Sorbi, Vendi) so zahodnoslovanska etnična skupina v Lužici, nemški pokrajini ob meji s Poljsko. Govorijo lužiščino, ki je blizu poljščini, kašubščini, češčini in slovaščini. Lužiščina je v Nemčiji uradno priznana in tudi zaščitena kot manjšinski jezik, a jo zaradi vse večje germanizacije prebivalstva govori kot materni jezik le starejša generacija. Lužiški Srbi so rimokatoličani in luterani.